# Великий Став Польський
Великий Став Польський або просто Великий Став (словац. Veľký stav, нім. Großer See, угор. Nagy-tó) — озеро, розташоване у Високих Татрах на висоті 1665 метрів над рівнем моря, в Долині П'яти Польських Ставків на схилах пику Медзяне. Площа поверхні озера згідно вимірювань Варшавського Військово-географічного інституту (пол. Wojskowy Instytut Geograficzny) з 1934 року становить 34.14 га, а глибина 79.3 м. Новіше зондування, проведене Адамом Хоіньським, визначило глибину озера в понад 80.3 метри. Це друге за величиною озеро в Татрах після Морського Ока (34.54 га). За деякими джерелами, площа поверхні ставка Великого Ставу є, насправді, більшою, ніж у Морського Ока, і першість останнього обумовлена вимірюванням при вищому рівні води. Попередні вимірювання Людомира Савицького, які відбулися у 1909-1910 роках визначали площу поверхні Великого Ставу на рівні 35.78 га, а Морського Ока на 33.42 га.

## Опис
Великий Став Польський є найглибшим і найдовшим (998 м)  озером в Татрах і третім за глибиною в Польщі (найглибше — озеро Ханьча). Ємність водного резервуара становить близько 13 млн м³ води, і це найбільша ємність озера в Татрах (його місткість становить 1/3 від місткості всіх татранських озер). Про цей ставок у старому татранському посібнику написано: «У його глибинах заховався б цілий краківський костел Діви Марії з його високою вежею, так що над поверхнею виступала лише верхівка даху з короною». Найвища зареєстрована температура води становила 11,2 ° C. Вода зеленого кольору, її прозорість вища, ніж у інших озер в долині, і під час вимірювань становила 13,2 м.

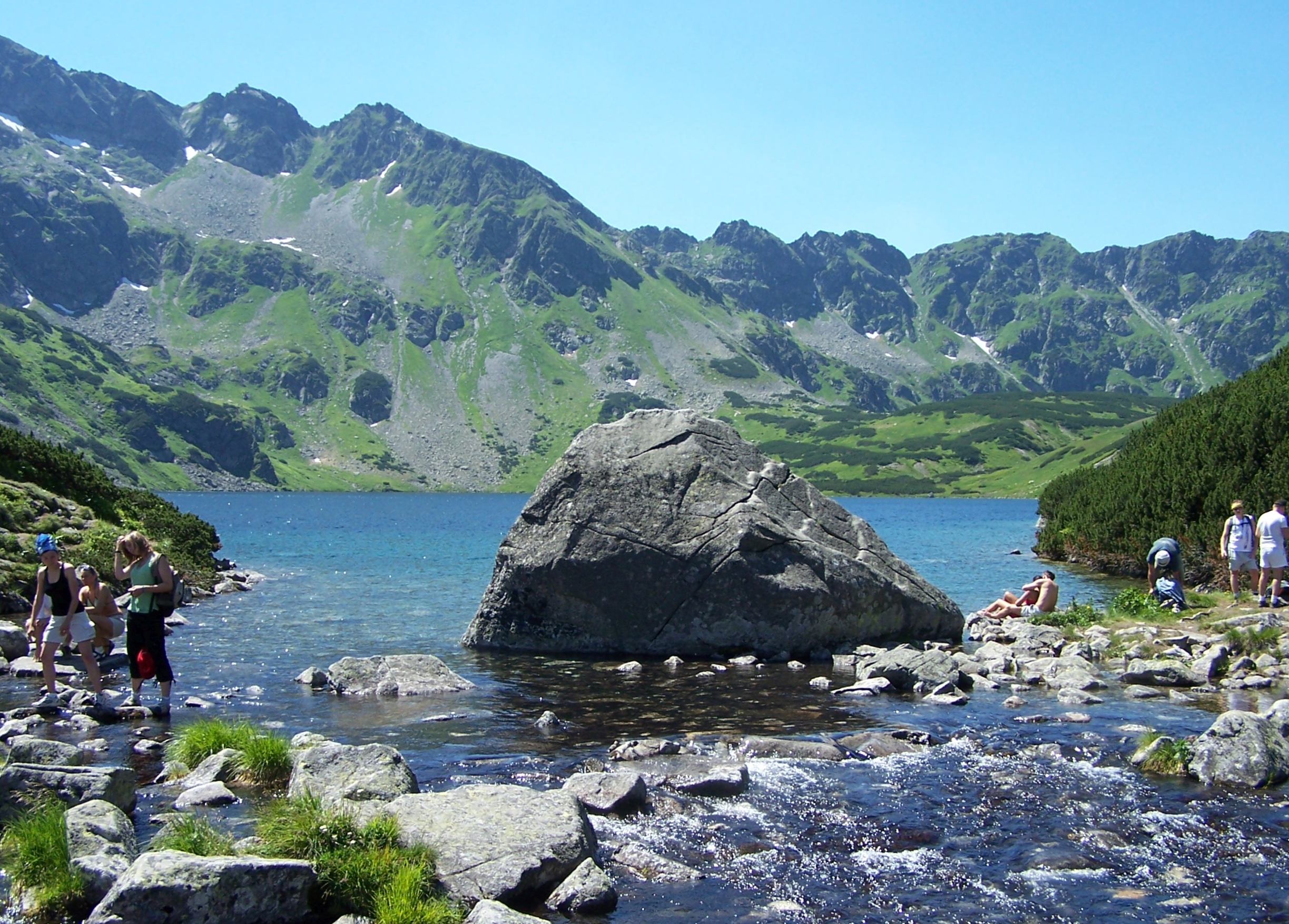
Великий валун — залишки після кінцевої морени

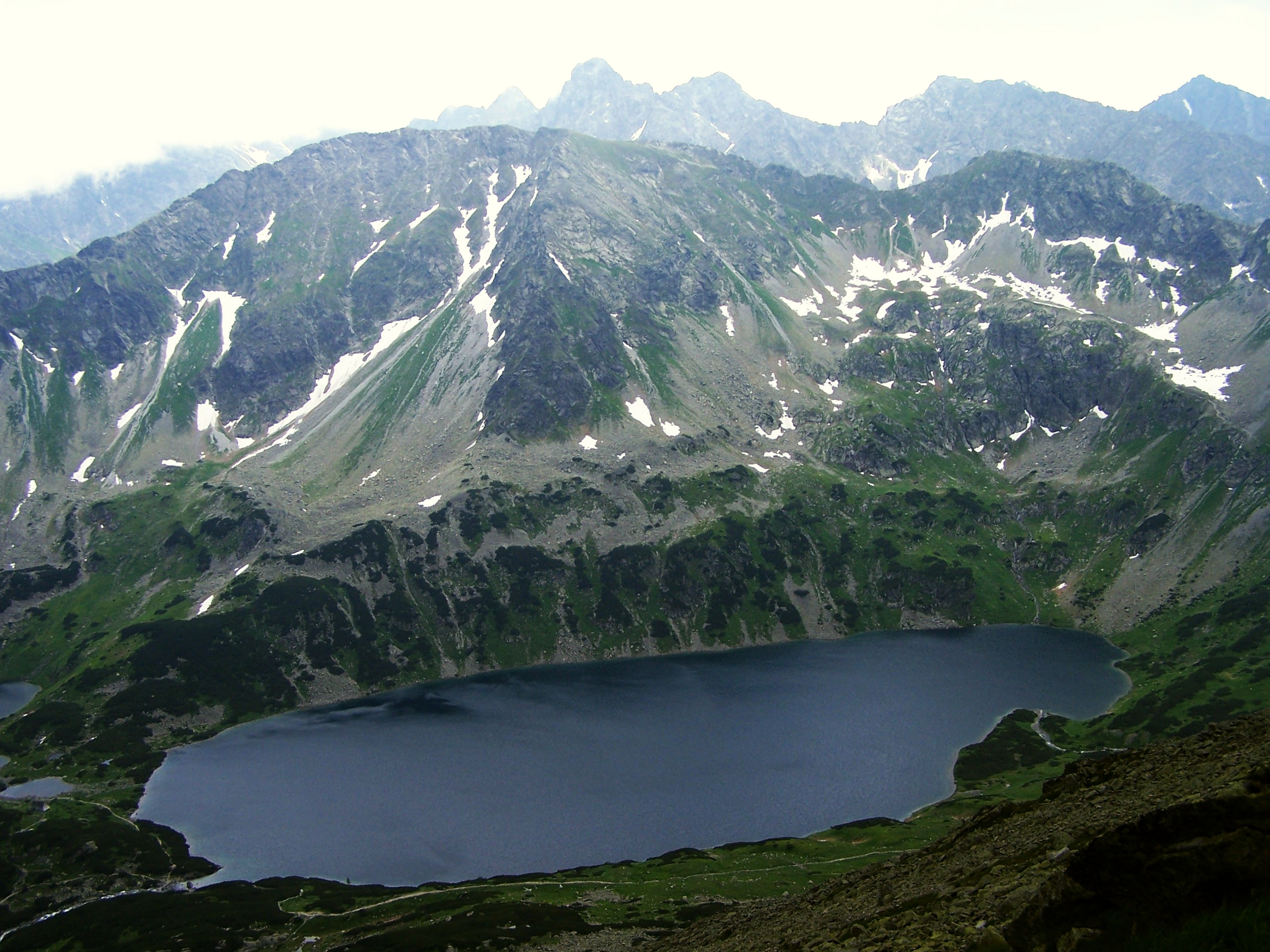
Великий став на тлі Мєдзянего та Шпігласовего Вєрху

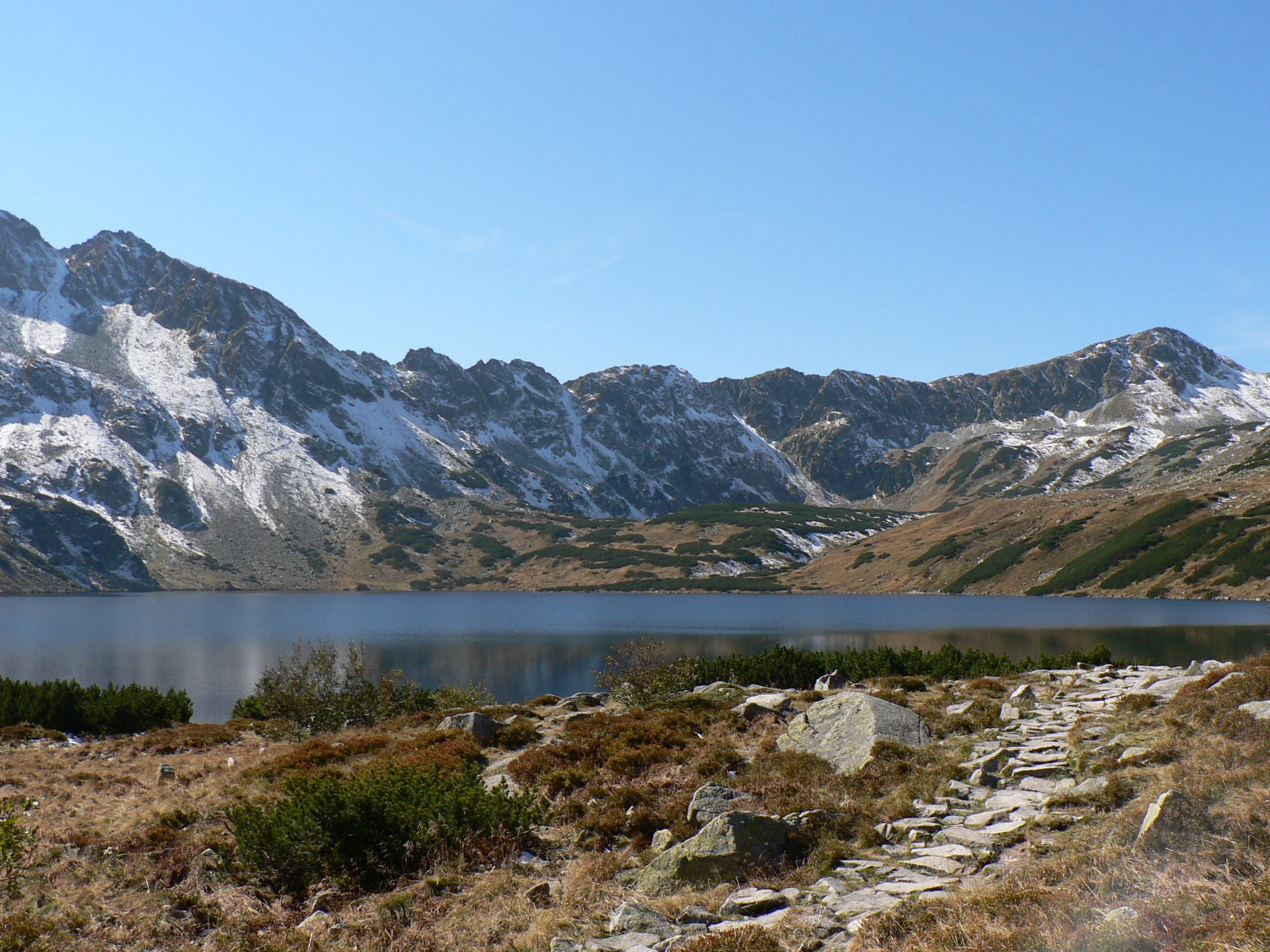
Wielki Staw, над ним Ніжні Костур, Котелніца та Гладкі Вєрх

Заглиблення Великого Ставу було вижолоблене в плейстоцені на місці впадіння льодовика, що стікає з котла під Шпігласовим Верхом, з льодовиком з Долінкі под Колем та Долінкі Пустей. Вирізьбленню по глибокій мисці сприяла опора крижаним масам на пагорбі Віжня Копа (1713 м.).  Дно озера круто опускається по краях, тоді як біля центру площини досить рівне (14,4 % поверхні дна лежить на глибині понад 70 м). Середній нахил стоків нижче поверхні води становить 19°50′. Дно вкрите камінням і гравієм, а нижче 40 м із темним шаром мулу. З північного сходу ставок закритий скельним болтом з насипом кінцевої морени, перерваним у місці відтоку. Великий Став підживлений від трьох фіксованих приток: потоком з котла Шпігласових Ставкув, потоком з Чарнего Ставу, а також потоком, що доводить води з Долінкі Пустей і Долінкі под Колем. Гравій, нанесений цим останнім притоком, створив дельту, що прорізалася із заходу на поверхню ставка. Частина води проникає до нього під землею (наприклад, з Малего і Пшеднєго Ставу). Води, що виходять із озера (середня швидкість потоку 0,2-0,3 м³/с), утворюють потік Розтока, на якому розташований водоспад Сіклава.
Береги заросли сосною гірською, зарості якої повільно збільшують поверхню після колишніх пошкоджень, завданих пастирським господарством. Увагу туристів привертає одиночний екземпляр модрини висотою кілька метрів. Над північно-західним берегом, на висоті близько 1725 м знаходиться найстарша татранська хата, згадувана ще у XVII ст., відремонтована у 1986 році. Поруч з нею знаходяться численні безіменні невеликі ставки. У травні 1952 року у Велькім Ставє потонув ведмідь, під яким проломилась крига (його виловили працівники турбази і він знаходиться в Татранському музеї). З рідкісних видів рослин в Карпатах на березі озера виявлені Trichophorum alpinum та Carex pauciflora.

## Туристичні маршрути
— блакитний від Морського Ока біля турбази над Пшеднім Ставем і Великим Ставом, що веде далі до перевалу Заврат.
- Час переходу від Морського Ока до Великого Ставу: 2:10 год, назад 1:50 год
- Час переходу з Великого Ставу на Заврат: 1:30 год, ↓ 1:20 год

 — зелений Доліною Розтокі від Водогжмотув Міцкевича (дорогою від Паленіци Бялчанськєй до Морскє Око) над Велькі Став. Час переходу: 2:05   год, ↓ 1:30   год
 — жовтий з над Великого Ставу до перевалу Кшижне. Час переходу: 1:50   год, ↓ 1:20 год
 — чорний з над Великого Ставу на Козі Вєрх. Час переходу: 1:30 год, ↓ 1 год.